# Bahiastekelstaart
De bahiastekelstaart (Synallaxis cinerea; synoniem: Synallaxis whitneyi) is een zangvogel uit de familie Furnariidae (ovenvogels).

## Vondst en naamgeving
Het holotype werd in 1992 nabij de stad Boa Nova gevonden. Op basis van het holotype beschreven Gonzaga en Pacheco in 1995 de soort Synallaxis whitneyi. Zij noemden de soort Synallaxis whitneyi ter ere van de Amerikaanse ornitholoog Bret M. Whitney.

## Kenmerken
De bahiastekelstaart is 16 centimeter lang. Deze vogel heeft een tweekleurig verenkleed: de bovenzijde is rood en de onderzijde grijs. Verder wordt deze vogel gekenmerkt door een rode staart. Net als bij de andere soorten stekelstaarten wordt de staart trapsgewijs smaller met spitse punten aan de afzonderlijke staartveren.

## Verspreiding en leefgebied
Deze vogel is endemisch in Brazilië en komt enkel voor in de staten Bahia en Minas Gerais. De natuurlijke habitats zijn vochtige subtropische of tropische bergbossen op een hoogte tussen de 500 en 1000 meter boven zeeniveau in de biomen Mata Atlântica en Caatinga.

## Status
De populatie wordt geschat op 4400-13.200 volwassen individuen. Door habitatverlies dalen de aantallen. Het leefgebied wordt aangetast door ontbossing waarbij natuurlijk bos wordt verbrand, gebruikt voor de productie van houtskool en omgezet in grasland. Om deze redenen stond deze soort als kwetsbaar op de Rode Lijst van de IUCN. Tussen 2012 en 2016 bleek de vogel in meer gebieden voor te komen dan daarvoor gedacht en werd de status "gevoelig".